# Зачеплення Вайтгеда

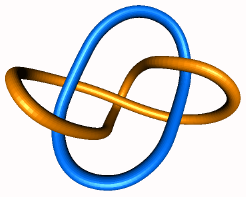
Зачеплення Вайтгеда
Число ниток = 3
Довжина коси = 5
Число перетинів = 5
Число зачеплень = 0
Число розплутування = 2
ab-нотація = 5
Гіперболічний об'єм = 3,663862377
альтернувальний

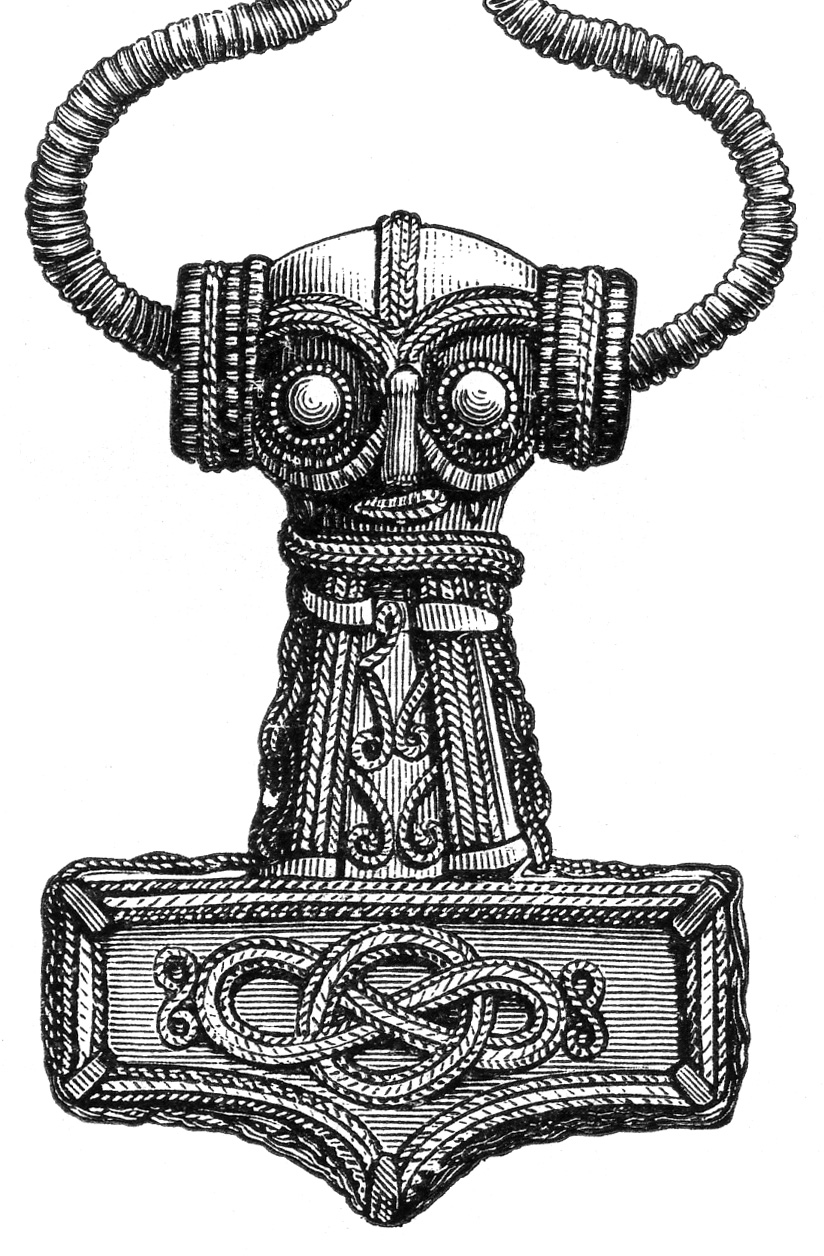
Археологічна знахідка — молот Тора

Просте подання

Зачеплення Вайтгеда — одне з основних зачеплень у теорії вузлів. Введено Вайтгедом 1934 року як частина конструкції многовиду Вайтгеда.

## Структура
Зачеплення складається з двох тривіальних вузлів — одного кільця і однієї фігури у вигляді вісімки (тобто кільце, до якого було застосовано рух Рейдемейстера типу I) — переплетених без зміни форми так, що їх неможливо роз'єднати. Якщо виключити самоперетин вісімки, зачеплення Вайтгеда має чотири перетини. Оскільки кожен перетин знизу має парний перетин зверху, коефіцієнт зачеплення дорівнює 0. Зачеплення не ізотопне тривіальному вузлу, але воно гомотопне йому за зачепленням.
У нотації теорії кіс зачеплення записується так:
{\displaystyle \sigma _{1}^{2}\sigma _{2}^{2}\sigma _{1}^{-1}\sigma _{2}^{-2}}.
Многочлен Джонса дорівнює
{\displaystyle V(t)=t^{-{3 \over 2}}(-1+t-2t^{2}+t^{3}-2t^{4}+t^{5})}.
Цей многочлен і {\displaystyle V(1/t)} є двома множниками многочлена Джонса зачеплення L10a140; при цьому {\displaystyle V(1/t)} є многочленом Джонса для дзеркального відображення зачеплення з многочленом Джонса {\displaystyle V(t)}.